# Didion nanum
Didion nanum är en skalbaggsart som först beskrevs av Leconte 1852.  Didion nanum ingår i släktet Didion och familjen nyckelpigor. Inga underarter finns listade i Catalogue of Life.